# Fjarðabyggð
Fjarðabyggð  (Residência dos fiordes) é um município localizado no leste da Islândia, na região de Austurland. Em janeiro de 2011 tinha uma população de cerca de 4 600 habitantes, sendo o décimo município mais populoso do país. O município foi criado em 1998 com a união de três antigos municípios, que são Eskifjörður, Neskaupstaður and Reyðarfjörður. A área total do município é de 1 163 qulômetros quadrados, divididos em seis vilas, além das três supracitadas, Fáskrúðsfjörður, Stöðvarfjörður e Mjóifjörður. 

## Cidades irmãs

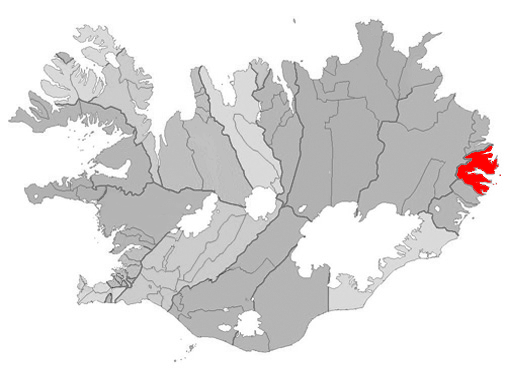
Localização do município.

França; Gravelines (ligada à localidade de Fáskrúðsfjörður)
 Noruega; Stavanger  (ligada à localidade de Neskaupstaður)